# Нестор (Сидорук)
Нестор (ім'я у миру Георгій Мартинович Сидорук; *10 січня 1904 — †1 жовтня 1951) — релігійний діяч РПЦ, єпископ Уманський, керуючий Мукачівсько-Пряшівською єпархією.

## Біографія
Народився у Петроковській губернії. Полтавська гімназія (1920). Харківський університет (1926). Викладач різних шкіл у Полтаві. Викладач пастирських курсів Полтавської єпархії (1942—1944). Диякон (2 листопада 1944), священик (4 листопада 1944). Настоятель Полтавського кафедрального собору.
Прийняв чернецтво (24 вересня 1945). Архімандрит (30 вересня 1945). Єпископ Уманський, вікарій Київської єпархії, керуючий Мукачівсько-Пряшівською єпархією (14 жовтня 1945). Єпископ Мукачівсько-Ужгородський (24 вересня 1945).
У січні 1948 р. звернувся до М. Хрущова з листом, де засудив убивство греко-католицького єпископа Теодора (Ромжа). Єпископ Курський і Бєлгородський (3 червня 1948). Раптово помер 1 жовтня 1951 р. у Курську.